# Ладежинский, Вольф Исаакович
Вольф Исаакович Ладежинский (англ. Wolf Ladejinsky; 15 марта 1899, Екатеринополь, Российская империя — 3 июля 1975, Вашингтон, США) — американский экономист и государственный деятель, специалист по сельскому хозяйству. Сыграл ключевую роль в разработке и практическом воплощении аграрных реформ в оккупированной Японии и на Тайване. Происходил из семьи украинских евреев, эмигрировал из УССР в возрасте 21 года. До конца жизни придерживался антикоммунистических взглядов, однако пострадал во время маккартизма.

## Ранние годы, образование
Родился в Екатеринополе (Калниболото) Киевской губернии, в зажиточной еврейской семье. Вероятное правильное кириллическое написание его фамилии — Ладыжинский. Его отец владел мельницей и занимался торговлей зерном и древесиной. Из-за ограничений черты оседлости в Российской империи выбор профессий для еврейского юноши был довольно узок и наиболее престижным считалось получение хорошего образования. Ладежинский закончил русскоязычную гимназию в Звенигородке, а также посещал еврейскую школу хедер, где изучал иврит и богословие.
Во время революции всё имущество семьи было конфисковано, его брат погиб во время Гражданской войны, дальнейших достоверных сведений о судьбе его родных мало. В 1921 году Ладежинский перешёл границу и оказался в Румынии, где некоторое время работал на мельнице и в пекарне, позже устроившись на работу в румынское отделение Общества содействия еврейской иммиграции в Бухаресте. В 1922 году ему было поручено сопровождать в США группу еврейских детей-сирот, и так он сам оказался в США. Там он сразу начал изучать английский язык, чтобы поступить в университет, работал разнорабочим, мойщиком стекол, продавал газеты в центре Нью-Йорка. В 1926 году он в достаточной степени овладел языком и поступил в Колумбийский университет на специальность «экономика сельского хозяйства». Университет зачёл ему российское гимназическое образование за два года обучения и Ладежинский сумел получить диплом бакалавра за два года и в том же 1928 году получил гражданство США.

## Научная работа
После окончания университета Ладежинский остался в магистратуре, исследовал эволюцию сельскохозяйственного производства в Советском Союзе, в том числе процесс коллективизации. В 1930—1931 году ему удалось около года проработать сравнительно высокооплачиваемым переводчиком в Амторге, что позволяло меньше отвлекаться от учёбы. В 1932 он окончил магистратуру, защитил диплом и продолжил работу над темой коллективизации, надеясь защитить докторскую диссертацию. Знание русского, непосредственное знакомство с предметом и острый аналитический ум позволили ему создать глубокое исследование коллективизации в СССР. Результат его работы был обобщён в 90-страничной печатной работе «Коллективизация сельского хозяйства в Советском Союзе» (Collectivization of Agriculture in the Soviet Union), опубликованной в 1934 году двух выпуска журнала Political Science Quarterly. По-видимому, эта работа должна была после доработки стать его докторской диссертацией, однако Ладежинский не защитил диссертацию. Скорее всего дело было в продолжавшейся Великой депрессии и острой нехватке компетентных профессионалов для работы в правительстве Рузвельта. Публикация продемонстрировала его потенциал как специалиста и в 1935 году по рекомендации профессора Рексфорда Тагвелла, входившего в «Мозговой трест» при президенте Рузвельте, Вольф Ладежинский был принят на работу в Министерство сельского хозяйства США в качестве эксперта по азиатским вопросам и по вопросам сельского хозяйства СССР.

## Государственная служба
Первые одиннадцать лет на госслужбе (с 1935 по 1945 год) Ладежинский провёл в департаменте внешних сельскохозяйственных связей министерства и в основном занимался аналитической работой. За это время он подготовил и опубликовал для внутреннего пользования министерства около двадцати работ, посвящённых сельскому хозяйству в СССР и азиатских странах. В 1939 году советское посольство выдало ему въездную визу и Ладежинский, с санкции своего руководства, провёл больше двух месяцев в СССР, изучая результаты коллективизации и общаясь с родными, которых не видел почти двадцать лет.
Две статьи, написанные им в этот период: одна — «Крестьянская аренда в сельском хозяйстве Японии» опубликованная в 1937 году в министерском издании Foreign Agriculture и вторая — «Крестьянские волнения в Японии», вышедшая в 1939 году в журнале Foreign Affairs, снискали ему в министерстве репутацию знатока японского сельского уклада. С началом американской оккупации Японии эта репутация и знания оказались как нельзя более кстати.

### Аграрная реформа в Японии
Поражение Японии во Второй мировой войне обострило традиционные социальные противоречия в японской деревне, чем воспользовались японские коммунисты, потребовавшие конфискации помещичьих земель и их передела. На уровне союзного командования требование конфискации имущества крупных собственников активно отстаивал советский представитель генерал Деревянко. Понимая, что передел необходим для снятия социальной напряжённости, но что любая безвозмездная конфискация подорвёт правовые основы государства, 26 октября 1945 году политический советник Командования оккупационных войск Джордж Атчесон представил генералу Макартуру меморандум, подготовленный советником Робертом Фири в сотрудничестве с Ладежинским. Меморандум был посвящён возможным аграрным преобразованиям в оккупированной Японии через выкуп и нормированную продажу земли и подчёркивал фундаментальное значение земельной собственности для нейтрализации коммунистических настроений, охвативших деревни. Макартур одобрил проект, и Ладежинский был вызван в Токио для практической работы над реформой.
После почти года интенсивного изучения практики земельных отношений в Японии, а также после многочисленных консультаций с японскими властями группа Ладежинского выработала проект реформы. Как считается, при этом Ладежинский мог ориентировался на опыт проведения столыпинской аграрной реформы. Согласно проекту, составленному под руководством Ладежинского, государством у помещиков выкупались излишки земли, и они продавались на льготных условиях, с 30-летней рассрочкой, крестьянам-арендаторам. Проект был представлен главе оккупационной администрации Макартуру в июне 1946 года, и после его одобрения был направлен в качестве руководства к действию японской администрации. В октябре 1946 года этот законопроект был принят японским парламентом и реформа стартовала. Через три года в Японии появился класс фермеров-собственников, и это практически ликвидировало социальную базу для леворадикальных настроений в японской деревне. Это был ещё и очень важный шаг в модернизации экономики: реформа ликвидировала грабительскую помещичью ренту и мелкие фермеры-собственники стали получать со своих участков заметно больший доход, чем в условиях аренды. А бывшие помещики, получившие за свою землю довольно много денег, стали инвесторами в новые экономические начинания. Американская пресса того времени высоко оценивала личный вклад Ладежинского в устранение угрозы социальных волнений в Японии.
Описывая этот период, сам Ладежинский никогда не упоминал свою роль в разработке плана реформы и называл главным архитектором преобразований социалиста Хироо Вада, бывшего министра сельского хозяйства Японии. Возможно, такая позиция была следствием глубокого понимания Ладежинским специфики приемлемых форм социального прогресса в японском обществе.

### Аграрная реформа на Тайване
В 1949 году Ладежинский был командирован для изучения перспектив аграрной реформы в Китае. Документ, составленный им по итогам поездки в Сычуань с 13 по 20 октября 1949 года, с одной стороны, отмечает позитивную реакцию китайских крестьян на реформы, а с другой — упущенные возможности и грядущую неизбежную потерю гоминьдановцами Сычуани и уход с континента. Победа коммунистической армии сделала американские планы аграрной реформы в континентальном Китае достоянием истории, но Ладежинский считал, что исход мог быть иным если бы реформа началась на десять лет раньше. С 1950 года он работал сельскохозяйственным атташе посольства США в Токио, одновременно контролируя продолжение аграрной реформы в Японии и консультируя проведение аналогичной реформы на Тайване.
Тайваньская аграрная реформа регулировалась законом 1953 года, получившим название «Земля — пахарю» (Land to the Tiller Act). Закон в целом повторял основные идеи японской аграрной реформы и имел сходный результат, послужив экономической и социальной основой будущего «тайваньского чуда». Как и в Японии, государство принудительно выкупало у крупных землевладельцев их земли и передавало их в собственность крестьянам-арендаторам. Бывшие арендаторы пополняли класс земледельцев-собственников, что резко снижало социальную напряжённость в деревне и лишало помещиков их традиционной власти над крестьянами. Реформы в Японии и на Тайване отличались от прочих подобных преобразований мирным и возмездным характером передела собственности, пусть и с принуждающим фактором в виде присутствия оккупационных войск США.

### Увольнение из министерства
В январе 1955 года, на волне маккартизма Ладежинский оказался в центре конфликта, получившего значительную огласку в американской прессе. Несколько общественных групп, занимавшихся выявлением «коммунистов» и «подрывной деятельности», в конце 1954 года включили Ладежинского в «чёрные списки», после чего министр сельского хозяйства Бенсон лишил его допуска к правительственным сведениям и уволил из-за «возросших рисков». При этом ему инкриминировали в качестве свидетельств подозрительной деятельности работу в Амторге в 1931 году, посещение СССР в 1939 году по заданию Министерства сельского хозяйства США и написание статей о советской коллективизации.
Практически сразу после увольнения из министерства сельского хозяйства Ладежинскому была предложена должность в Госдепартаменте США, где ему вернули допуск к правительственным сведениям и направили в Южный Вьетнам для помощи в проведении земельной реформы. Кадровая перестановка привлекла внимание прессы и президенту Эйзенхауэру на ближайшей пресс-конференции было задано несколько неудобных вопросов про обоснованность увольнения и противоречия в политике разных подразделений правительства.
Очевидная предвзятость отстранения в «деле Ладежинского» вызвала волну критики в прессе и министр Бенсон был вынужден принести извинения. В целом эпизод послужил одним из оснований для пересмотра практики предоставления и лишения допуска в американских правительственных ведомствах.

### В Южном Вьетнаме
С 1955 по 1961 годы Ладежинский работал в Госдепартаменте США, был советником по земельной реформе и программе обустройства беженцев при президенте Южного Вьетнама Нго Динь Зьеме. Основная работа Ладежинского по подготовке аграрной реформы пришлась на 1955—1956 годы и завершилась принятием вьетнамскими властями в октябре 1956 года Постановления 57 о реформе. В постановлении можно увидеть все черты, характерные для подготовленных Ладежинским реформ: подробный расчёт нормы для крестьянского земельного надела применительно к реалиям страны; калькуляция и балансировка цены и условий выкупа земли в собственность, посильной для крестьян и не слишком заниженной для помещиков; тщательную проработку структуры комитетов по реформе на уровне провинций и муниципалитетов.
Постановление 57 оказалось значительно менее успешной реформой, чем японская или тайваньская, в основном из-за противодействия крупных французских землевладельцев, растянувших передачу земли на четыре года. Кроме того, развитие событий во Вьетнаме в целом не добавляло оптимизма, и с 1957 по 1961 годы Ладежинский, находясь в Сайгоне, практически не занимался Вьетнамом, консультируя другие региональные правительства.
В 1961 году Ладежинский ушёл с государственной службы в фонд Форда.

## В неправительственных структурах
С 1961 по 1963 год Ладежинский сотрудничал с фондом Форда, в основном занимаясь программой аграрной реформы в Непале. Программа была малоуспешна из-за непоследовательной позиции правящего монарха Махендры, отказавшегося от радикального ограничения ренты и либерализации земельных отношений под давлением номенклатурной верхушки страны. Несогласие с ходом реформы, категорически высказанное королю в написанной в марте 1963 года записке, по-видимому, навсегда закрыло Ладежинскому двери в королевский дворец.
В 1964 году Ладежинский переходит на работу во Всемирный банк для участия в масштабном исследовании проблем Индии. После завершения исследований в Индии дирекция Всемирного банка сначала пригласила его в новые проекты в Мексике и Иране, а затем ему было предложена должность в постоянной миссии Всемирного банка в Индии, где он занимался вопросами внедрения новых сельскохозяйственных культур и технологий, появившихся в ходе Зелёной революции. В Индии Ладежинский проработал до своей кончины в 1975 году.

## Кончина и память
Вольф Ладежинский умер летом 1975 года в Вашингтоне, будучи сотрудником миссии Всемирного банка в Индии. Собранная им богатая коллекция произведений восточного искусства была передана по его завещанию в Музей Израиля. В 1977 году Всемирный банк издал сборник избранных работ Ладежинского, в который вошла и полная библиография его произведений.

## Взгляды и политические убеждения
По взглядам на общественное устройство Ладежинский был близок к новым институционалистам, неустанно подчёркивая глубокую связь между развитием института частной собственности на землю и социальным прогрессом. Эта тема проходит красной нитью через все его труды. Осознание практической важности имущественной реформы для разрушения старого феодального уклада и нейтрализации радикальных коммунистических настроений в деревне сближают его взгляды с современным перуанским реформатором Эрнандо де Сото.
Особое значение Ладежинский придавал политическому влиянию класса мелких собственников, что, возможно, было результатом его личного опыта первых революционных лет в России. Во многих его работах подчёркивается, что ленинский лозунг «Земля — крестьянам!», поддержанный российским крестьянством, стал поворотным фактором, обеспечившим большевикам победу в Гражданской войне, фактором, который белогвардейцы не смогли ни оценить, ни использовать.
Последовавшую коллективизацию, насильственное изъятие земли в СССР в общественную собственность, Ладежинский считал не только отказом от социального прогресса, но и предательством коммунистами людей, оказавших им ключевую поддержку в Гражданской войне. По-видимому эта моральная оценка превратила его в убеждённого противника коммунистической идеологии, которым он оставался до последнего дня.